# Fédération Internationale de Motocyclisme

Flaga federacji

Fédération Internationale de Motocyclisme, skrót FIM, pol. Międzynarodowa Federacja Motocyklowa – międzynarodowa organizacja pozarządowa, zrzeszająca 115 narodowych federacji sportów motocyklowych.

## Historia
Federacja została założona 21 grudnia 1904 roku w Paryżu jako Fédération Internationale des Clubs Motocyclistes (FICM). W 1949 roku zmieniła nazwę na FIM – Fédération Internationale Motocycliste. Obecna nazwa – Fédération Internationale de Motocyclisme, funkcjonuje od 1998 roku.

## Władze

### Prezydenci FIM
| Prezydent                     | Lata urzędowania |
| ----------------------------- | ---------------- |
| A. de Lahausse                | 1904–1905        |
| Joseph de Mouzilly Saint-Mars | 1905–1906        |
| Arthur Stanley                | 1912–1924        |
| Alberto Bonacossa             | 1924–1946        |
| Augustin Pérouse              | 1946–1947        |
| Marcel Haecker                | 1947–1951        |
| Augustin Pérouse              | 1951–1959        |
| Pieter J. Nortier             | 1959–1965        |
| Nicolas Rodil del Valle       | 1965–1983        |
| Nicolas Schmit                | 1983–1989        |
| Jos Vaessen                   | 1989–1995        |
| Francesco Zerbi               | 1995–2006        |
| Vito Ippolito                 | 2006–2019        |
| Jorge Viegas                  | od 2019          |

### Polacy we władzach
Polacy wybrani do władz FIM w 2006:
- Andrzej Witkowski – pierwszy wiceprezydent FIM
- Andrzej Grodzki – wiceprzewodniczący komisji wyścigów torowych
- Wojciech Tomczyk – członek zespołu prawnego

## Sporty
FIM organizuje i sprawuje nadzór nad zawodami w pięciu dyscyplinach:

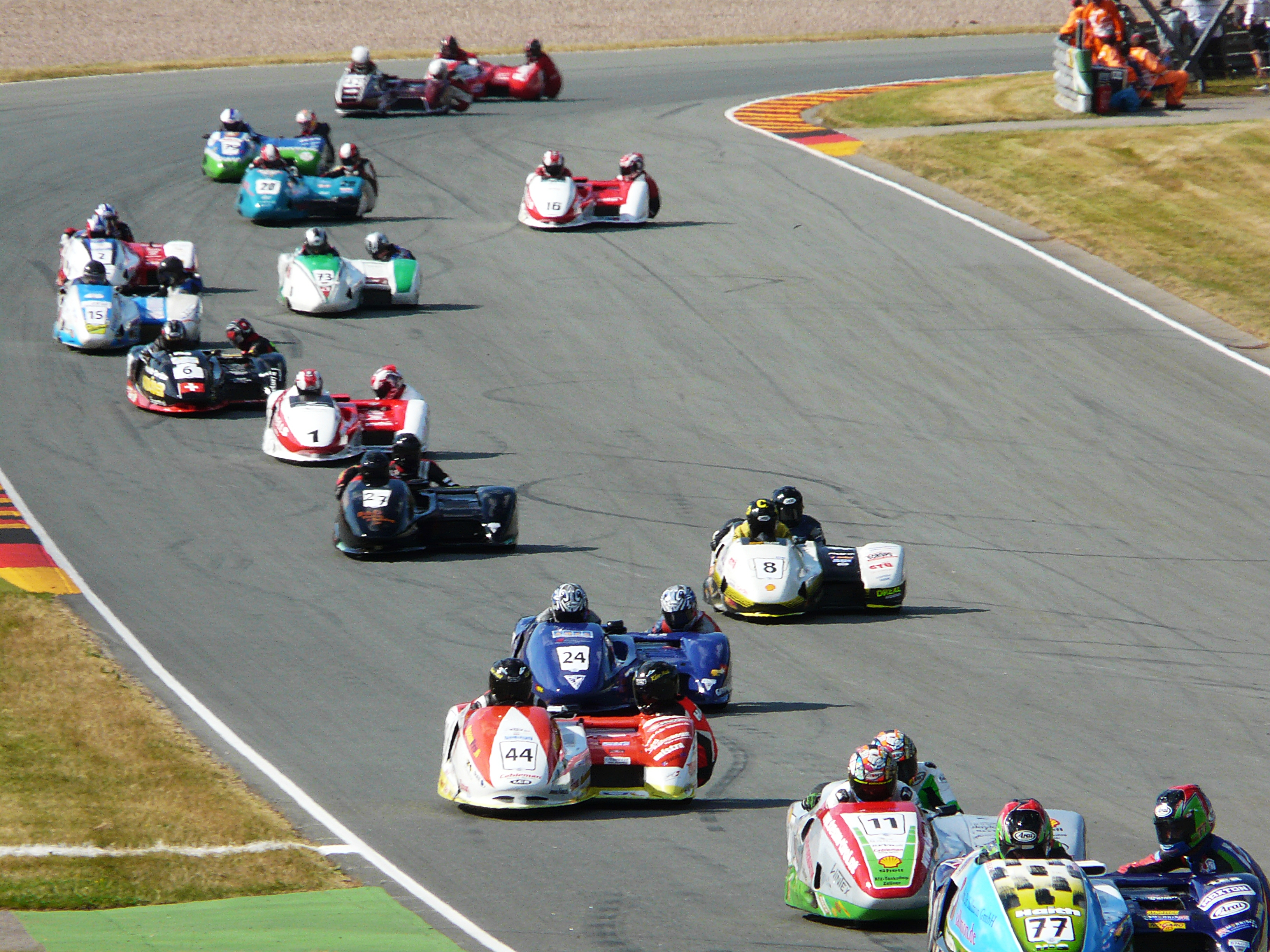
GP Niemiec 2010 w wyścigach Sidecar

- road racing (wyścigi uliczne, szosowe)
  - MotoGP, Moto2, Moto3, MotoE
  - World Superbike, Supersport, Supersport 300
  - Red Bull Rookies Cup – Puchar Red Bulla
  - CEV Repsol – mistrzostwa Hiszpanii
  - Sidecar
  - Endurance World Championship
  - Endurance World Cup

- motocross (wyścigi na nieutwardzonych torach ze wzniesieniami)
  - Sidecar
  - The Motocross of Nations
  - Supercross
  - SuperMoto
  - Snowcross

- trial (zawody, gdzie zawodnicy pokonują przeszkody ustawione z różnych przedmiotów, m.in. beczek, opon, skał)
  - Trial Indywidualny
  - Trial Halowy
  - Trial Narodów

- enduro (wyścigi wytrzymałościowe)
  - SuperEnduro
  - International Six Days Enduro – Sześciodniówka, Międzynarodowe Mistrzostwa Świata Zespołów Narodowych
  - Indywidualne Mistrzostwa Świata
  - Międzynarodowe Mistrzostwa Świata

- track racing (wyścigi torowe)
  - Żużel
  - Ice speedway
  - Sidecar speedway
  - Long track
  - Grass track
  - Flat track
  - Miniżużel

## Związki kontynentalne
- FIM Africa (FIMAF) – Afryka
- FIM Latin America (FIMLA) – Ameryka Łacińska
- FIM North America (FIMNA) – Ameryka Północna
- FIM Asia (FIMAS) – Azja
- FIM Europe (FIME) – Europa
- FIM Oceania (FIMO) – Oceania